# Molophilus monacanthus
Molophilus monacanthus là một loài ruồi trong họ Limoniidae. Chúng phân bố ở miền Cổ bắc.